# Вукашин Ђурђевић
Вукашин Ђурђевић (Београд, 24. јануар 2004) српски је фудбалер који тренутно наступа за Партизан.

## Каријера
Фудбал је почео да тренира у Младеновцу, у школи фудбала Ивице Аврамовића. Године 2015. је прешао у Рад и ту касније прошао све млађе категорије и с клубом 2021. потписао свој први професионални уговор. За први тим је дебитовао у сезони 2021/22. и наредних годину и по дана наступао је у Првој лиги Србије. Почетком 2023. потписао је за Вождовац, где је представљен заједно с Предрагом Медићем. За клуб је дебитовао 12. марта исте године, против нишког Радничког на Чаиру, у оквиру 26. кола Суперлиге Србије. Тада је у игру ушао у 71. минуту, заменивши на терену Николу Ђуричића. Два минута касније, приликом првог додира с лоптом, постигао је трећи погодак за Вождовац на сусрету који је завршен резултатом  2 : 3.
Средином јула 2024. године, Ђурђевић је прешао у Партизан с којим је потписао четворогодишњи уговор. Дебитовао је на отварању такмичарске 2024/25, када је одиграо свих 90 минута у својству бонус играча у победи над крушевачким Напретком.

## Репрезентација
Ђурђевић је наступао за селекцију Србије узраста до 15 година старости на Турниру „Влатко Марковић” одржаном у Медулину током априла 2019. Исте године је с репрезентацијом до 16 година учествовао на турниру Пут звезда у Москви. Играо је и за кадетску репрезентацију, за коју је дебитовао у двомечу с Бугарском, али је Европско првенство за његово годиште отказано услед пандемије ковида 19. Он је затим био на списку селектора Саше Илића за сусрете млађе омладинске репрезентације. У омладинском узрасту дебитовао је на Меморијалном турниру „Стеван Вилотић Ћеле” у септембру 2022. године. Био је стрелац јединог поготка за Србију у поразу од Израела у оквиру елит рунде квалификација за Европско првенство. Екипа Србије окончала је квалификациони циклус без пласмана на завршни турнир.

## Статистика

### Клупска
Ажурирано 18. августа 2024.
|          |          |                  |    |   |   |   |   |   |   |   |    |   |  |  |
| Рад      | 2021/22. | Прва лига Србије | 20 | 0 | 2 | 0 | — | — | — | — | 22 | 0 |  |  |
| Рад      | 2022/23. | Прва лига Србије | 10 | 0 | 1 | 0 | — | — | — | — | 11 | 0 |  |  |
| Рад      | Укупно   | Укупно           | 30 | 0 | 3 | 0 | — | — | — | — | 33 | 0 |  |  |
|          |          |                  |    |   |   |   |   |   |   |   |    |   |  |  |
| Вождовац | 2022/23. | Суперлига Србије | 1  | 1 | — | — | — | — | — | — | 1  | 1 |  |  |
| Вождовац | 2023/24. | Суперлига Србије | 33 | 1 | 3 | 0 | — | — | — | — | 34 | 1 |  |  |
| Вождовац | Укупно   | Укупно           | 34 | 2 | 3 | 0 | — | — | — | — | 35 | 2 |  |  |
|          |          |                  |    |   |   |   |   |   |   |   |    |   |  |  |
| Партизан | 2024/25. | Суперлига Србије | 12 | 0 | 0 | 0 | 0 | 0 | — | — | 12 | 0 |  |  |
| Партизан | 2025/26. | Суперлига Србије | 4  | 1 | 0 | 0 | 5 | 0 | — | — | 9  | 1 |  |  |
| Партизан | Укупно   | Укупно           | 16 | 1 | 0 | 0 | 5 | 0 | — | — | 21 | 1 |  |  |
|          |          |                  |    |   |   |   |   |   |   |   |    |   |  |  |
| Каријера | Каријера | Каријера         | 80 | 3 | 6 | 0 | 5 | 0 | — | — | 91 | 3 |  |  |
|          |          |                  |    |   |   |   |   |   |   |   |    |   |  |  |

### Утакмице у дресу репрезентације
| Репрезентација Србије у узрасту до 15 година старости | Репрезентација Србије у узрасту до 15 година старости                    | Репрезентација Србије у узрасту до 15 година старости                    | Репрезентација Србије у узрасту до 15 година старости                    | Репрезентација Србије у узрасту до 15 година старости                    | Репрезентација Србије у узрасту до 15 година старости                    | Репрезентација Србије у узрасту до 15 година старости                    | Репрезентација Србије у узрасту до 15 година старости | Репрезентација Србије у узрасту до 15 година старости | Репрезентација Србије у узрасту до 15 година старости |
| #                                                     | Датум                                                                    | Такмичење                                                                | Локација                                                                 | Домаћин                                                                  | Резултат                                                                 | Гост                                                                     | Мин.                                                  | Гол                                                   | Реф.                                                  |
| ----------------------------------------------------- | ------------------------------------------------------------------------ | ------------------------------------------------------------------------ | ------------------------------------------------------------------------ | ------------------------------------------------------------------------ | ------------------------------------------------------------------------ | ------------------------------------------------------------------------ | ----------------------------------------------------- | ----------------------------------------------------- | ----------------------------------------------------- |
| 1.                                                    | 10. април 2019.                                                          | Турнир „Влатко Марковић”                                                 | Медулин, Хрватска                                                        | Србија                                                                   | 2 : 3                                                                    | Јужна Кореја                                                             |                                                       | [ 26 ]                                                |                                                       |
| 2.                                                    | 11. април 2019.                                                          | Турнир „Влатко Марковић”                                                 | Медулин, Хрватска                                                        | Грчка                                                                    | 2 : 0                                                                    | Србија                                                                   |                                                       | [ 27 ]                                                |                                                       |
| 3.                                                    | 12. април 2019.                                                          | Турнир „Влатко Марковић”                                                 | Медулин, Хрватска                                                        | Србија                                                                   | 1 : 2                                                                    | Мексико                                                                  |                                                       | [ 28 ]                                                |                                                       |
| 4.                                                    | 14. април 2019.                                                          | Турнир „Влатко Марковић”                                                 | Медулин, Хрватска                                                        | Србија                                                                   | 4 : 1                                                                    | Кина                                                                     |                                                       | [ 29 ]                                                |                                                       |
| 4                                                     | Укупан број утакмица, постигнутих погодака и минута проведених на терену | Укупан број утакмица, постигнутих погодака и минута проведених на терену | Укупан број утакмица, постигнутих погодака и минута проведених на терену | Укупан број утакмица, постигнутих погодака и минута проведених на терену | Укупан број утакмица, постигнутих погодака и минута проведених на терену | Укупан број утакмица, постигнутих погодака и минута проведених на терену | 0                                                     |                                                       |                                                       |

| Репрезентација Србије у узрасту до 16 година старости | Репрезентација Србије у узрасту до 16 година старости                    | Репрезентација Србије у узрасту до 16 година старости                    | Репрезентација Србије у узрасту до 16 година старости                    | Репрезентација Србије у узрасту до 16 година старости                    | Репрезентација Србије у узрасту до 16 година старости                    | Репрезентација Србије у узрасту до 16 година старости                    | Репрезентација Србије у узрасту до 16 година старости | Репрезентација Србије у узрасту до 16 година старости | Репрезентација Србије у узрасту до 16 година старости |
| #                                                     | Датум                                                                    | Такмичење                                                                | Локација                                                                 | Домаћин                                                                  | Резултат                                                                 | Гост                                                                     | Мин.                                                  | Гол                                                   | Реф.                                                  |
| ----------------------------------------------------- | ------------------------------------------------------------------------ | ------------------------------------------------------------------------ | ------------------------------------------------------------------------ | ------------------------------------------------------------------------ | ------------------------------------------------------------------------ | ------------------------------------------------------------------------ | ----------------------------------------------------- | ----------------------------------------------------- | ----------------------------------------------------- |
| 1.                                                    | 21. август 2019.                                                         | Турнир „Пут звезда”                                                      | Арена Чертавово                                                          | Русија                                                                   | 2 : 3                                                                    | Србија                                                                   |                                                       | [ 30 ]                                                |                                                       |
| 2.                                                    | 23. август 2019.                                                         | Турнир „Пут звезда”                                                      |                                                                          | Узбекистан                                                               | 3 : 0                                                                    | Србија                                                                   |                                                       | [ 31 ]                                                |                                                       |
| 3.                                                    | 24. август 2019.                                                         | Турнир „Пут звезда”                                                      |                                                                          | Србија                                                                   | 0 : 1                                                                    | Турска                                                                   |                                                       | [ 32 ]                                                |                                                       |
| 4.                                                    | 5. новембар 2019.                                                        | Пријатељска утакмица                                                     | Академија Дунајска Стреда                                                | Словачка                                                                 | 2 : 1                                                                    | Србија                                                                   |                                                       | [ 33 ]                                                |                                                       |
| 5.                                                    | 7. новембар 2019.                                                        | Пријатељска утакмица                                                     | Академија Дунајска Стреда                                                | Словачка                                                                 | 0 : 0                                                                    | Србија                                                                   |                                                       | [ 34 ]                                                |                                                       |
| 6.                                                    | 28. фебруар 2020.                                                        | Пријатељска утакмица                                                     | Тренинг камп Стари Аеродром, Подгорица                                   | Црна Гора                                                                | 2 : 3                                                                    | Србија                                                                   |                                                       | [ 35 ]                                                |                                                       |
| 6                                                     | Укупан број утакмица, постигнутих погодака и минута проведених на терену | Укупан број утакмица, постигнутих погодака и минута проведених на терену | Укупан број утакмица, постигнутих погодака и минута проведених на терену | Укупан број утакмица, постигнутих погодака и минута проведених на терену | Укупан број утакмица, постигнутих погодака и минута проведених на терену | Укупан број утакмица, постигнутих погодака и минута проведених на терену | 0                                                     |                                                       |                                                       |

| Репрезентација Србије у узрасту до 17 година старости | Репрезентација Србије у узрасту до 17 година старости | Репрезентација Србије у узрасту до 17 година старости | Репрезентација Србије у узрасту до 17 година старости | Репрезентација Србије у узрасту до 17 година старости | Репрезентација Србије у узрасту до 17 година старости | Репрезентација Србије у узрасту до 17 година старости | Репрезентација Србије у узрасту до 17 година старости | Репрезентација Србије у узрасту до 17 година старости | Репрезентација Србије у узрасту до 17 година старости |
| #                                                     | Датум                                                 | Такмичење                                             | Локација                                              | Домаћин                                               | Резултат                                              | Гост                                                  | Гол                                                   | Реф.                                                  |                                                       |
| ----------------------------------------------------- | ----------------------------------------------------- | ----------------------------------------------------- | ----------------------------------------------------- | ----------------------------------------------------- | ----------------------------------------------------- | ----------------------------------------------------- | ----------------------------------------------------- | ----------------------------------------------------- | ----------------------------------------------------- |
| 1.                                                    | 15. септембар 2020.                                   | Пријатељска утакмица                                  | Спортски центар ФС Бугарске, Софија                   | Бугарска                                              | 0 : 2                                                 | Србија                                                |                                                       | [ 36 ]                                                |                                                       |
| 2.                                                    | 17. септембар 2020.                                   | Пријатељска утакмица                                  | Спортски центар ФС Бугарске, Софија                   | Бугарска                                              | 1 : 2                                                 | Србија                                                |                                                       | [ 37 ]                                                |                                                       |
| 3.                                                    | 10. март 2021.                                        | Пријатељска утакмица                                  | Сегедин, Мађарска                                     | Мађарска                                              | 4 : 3                                                 | Србија                                                |                                                       | [ 38 ]                                                |                                                       |
| 3                                                     | Укупан број утакмица и постигнутих погодака           | Укупан број утакмица и постигнутих погодака           | Укупан број утакмица и постигнутих погодака           | Укупан број утакмица и постигнутих погодака           | Укупан број утакмица и постигнутих погодака           | Укупан број утакмица и постигнутих погодака           | 0                                                     |                                                       |                                                       |

| Репрезентација Србије у узрасту до 18 година старости | Репрезентација Србије у узрасту до 18 година старости                    | Репрезентација Србије у узрасту до 18 година старости                    | Репрезентација Србије у узрасту до 18 година старости                    | Репрезентација Србије у узрасту до 18 година старости                    | Репрезентација Србије у узрасту до 18 година старости                    | Репрезентација Србије у узрасту до 18 година старости                    | Репрезентација Србије у узрасту до 18 година старости | Репрезентација Србије у узрасту до 18 година старости | Репрезентација Србије у узрасту до 18 година старости |
| #                                                     | Датум                                                                    | Такмичење                                                                | Локација                                                                 | Домаћин                                                                  | Резултат                                                                 | Гост                                                                     | Гол                                                   | Реф.                                                  |                                                       |
| ----------------------------------------------------- | ------------------------------------------------------------------------ | ------------------------------------------------------------------------ | ------------------------------------------------------------------------ | ------------------------------------------------------------------------ | ------------------------------------------------------------------------ | ------------------------------------------------------------------------ | ----------------------------------------------------- | ----------------------------------------------------- | ----------------------------------------------------- |
| 1.                                                    | 20. април 2021.                                                          | Пријатељска утакмица                                                     | Тренинг центaр ФС БиХ, Зеница                                            | Босна и Херцеговина                                                      | 0 : 1                                                                    | Србија                                                                   |                                                       | [ 39 ]                                                |                                                       |
| 2.                                                    | 22. април 2021.                                                          | Пријатељска утакмица                                                     | Тренинг центaр ФС БиХ, Зеница                                            | Босна и Херцеговина                                                      | 0 : 1                                                                    | Србија                                                                   |                                                       | [ 40 ]                                                |                                                       |
| 3.                                                    | 21. септембар 2021.                                                      | Пријатељска утакмица                                                     | Стадион ННЦ Брдо, Крањ                                                   | Словенија                                                                | 1 : 4                                                                    | Србија                                                                   |                                                       | [ 41 ]                                                |                                                       |
| 4.                                                    | 23. септембар 2021.                                                      | Пријатељска утакмица                                                     | Стадион ННЦ Брдо, Крањ                                                   | Словенија                                                                | 1 : 0                                                                    | Србија                                                                   |                                                       | [ 42 ]                                                |                                                       |
| 5.                                                    | 7. октобар 2021.                                                         | Пријатељска утакмица                                                     | Стадион Карађорђе, Нови Сад                                              | Србија                                                                   | 1 : 1                                                                    | Италија                                                                  |                                                       | [ 43 ]                                                |                                                       |
| 6.                                                    | 3. јун 2022.                                                             | Пријатељска утакмица                                                     | Кућа фудбала, Стара Пазова                                               | Србија                                                                   | 0 : 3                                                                    | Румунија                                                                 |                                                       | [ 44 ]                                                |                                                       |
| 6                                                     | Укупан број утакмица, постигнутих погодака и минута проведених на терену | Укупан број утакмица, постигнутих погодака и минута проведених на терену | Укупан број утакмица, постигнутих погодака и минута проведених на терену | Укупан број утакмица, постигнутих погодака и минута проведених на терену | Укупан број утакмица, постигнутих погодака и минута проведених на терену | Укупан број утакмица, постигнутих погодака и минута проведених на терену | 0                                                     |                                                       |                                                       |

| Репрезентација Србије у узрасту до 19 година старости | Репрезентација Србије у узрасту до 19 година старости | Репрезентација Србије у узрасту до 19 година старости | Репрезентација Србије у узрасту до 19 година старости | Репрезентација Србије у узрасту до 19 година старости | Репрезентација Србије у узрасту до 19 година старости | Репрезентација Србије у узрасту до 19 година старости | Репрезентација Србије у узрасту до 19 година старости | Репрезентација Србије у узрасту до 19 година старости | Репрезентација Србије у узрасту до 19 година старости |
| #                                                     | Датум                                                 | Такмичење                                             | Локација                                              | Домаћин                                               | Резултат                                              | Гост                                                  | Гол                                                   | Реф.                                                  |                                                       |
| ----------------------------------------------------- | ----------------------------------------------------- | ----------------------------------------------------- | ----------------------------------------------------- | ----------------------------------------------------- | ----------------------------------------------------- | ----------------------------------------------------- | ----------------------------------------------------- | ----------------------------------------------------- | ----------------------------------------------------- |
| 1.                                                    | 22. септембар 2022.                                   | Меморијални турнир „Стеван Вилотић Ћеле”              | Градски стадион, Суботица                             | Србија                                                | 3 : 1                                                 | Финска                                                |                                                       | [ 45 ]                                                |                                                       |
| 2.                                                    | 24. септембар 2022.                                   | Меморијални турнир „Стеван Вилотић Ћеле”              | Стадион Милан Средановић, Кула                        | Србија                                                | 0 : 3                                                 | Португалија                                           |                                                       | [ 46 ]                                                |                                                       |
| 3.                                                    | 23. новембар 2022.                                    | Квалификације за Европско првенство                   | Стадион Ђорче Петров, Скопље                          | Србија                                                | 2 : 0                                                 | Норвешка                                              |                                                       | [ 47 ]                                                |                                                       |
| 4.                                                    | 25. март 2023.                                        | Квалификације за Европско првенство                   | Стадион Гарбарниа, Краков                             | Србија                                                | 1 : 3                                                 | Израел                                                | Гол                                                   | [ 48 ]                                                |                                                       |
| 5.                                                    | 28. март 2023.                                        | Квалификације за Европско првенство                   | Тренинг центар Краковије                              | Пољска                                                | 2 : 2                                                 | Србија                                                |                                                       | [ 49 ]                                                |                                                       |
| 5                                                     | Укупан број утакмица и постигнутих погодака           | Укупан број утакмица и постигнутих погодака           | Укупан број утакмица и постигнутих погодака           | Укупан број утакмица и постигнутих погодака           | Укупан број утакмица и постигнутих погодака           | Укупан број утакмица и постигнутих погодака           | 0                                                     |                                                       |                                                       |